# Шпионские страсти (мультфильм)
«Шпио́нские стра́сти» — советский чёрно-белый мультфильм «для взрослых» 1967 года в жанре кинопародии, высмеивающий штампы отечественных и зарубежных шпионских детективов.
Снят по сценарию Лазаря Лагина режиссёром Ефимом Гамбургом.

Сценарий фильма «Шпионские страсти» был сделан с большим запасом в смысле количества разных находок, гэгов. Это произошло потому, что мы его много обсуждали, постоянно что-то придумывали.— Ефим Гамбург.
Фильм продолжает пользоваться большим зрительским успехом.

## Сюжет
В СССР создан чудесный зубоврачебный аппарат. Об этом узнаёт шеф одной иностранной разведки, Штампф, который мучится зубной болью. Он разрабатывает план похищения этого изобретения, вызывает к себе своего лучшего агента и поручает ему это важнейшее задание. В СССР также находятся резидент разведки и пособник, являющийся 9-м секретарём консульства.
В Союзе о коварных планах враждебной разведки узнают ещё до начала их реализации. Для выполнения задания по нейтрализации шпионов генерал Сидорцев вызывает полковника Сидорова (оставшегося без отпуска), который подключает к делу капитана Сидорина (не успевшего расписаться с невестой в ЗАГСе) и лейтенанта Сидоркина (вынужденного уехать от матери). Все вместе, при ненавязчиво-естественной помощи советских граждан, взрослых (таксист Колычев) и детей (высокосознательный советский младенец Кука Воробьёв: «Всё ясно. Тётя — бяка!») срывают коварные планы шпионов, попутно перевоспитывая «тунеядца и стилягу» Вольдемара Колычева (сына таксиста, который чуть не попал в сети, расставленные иностранными разведками).
Фильм заканчивается полной победой советской контрразведки и посрамлением врагов.
В фильме высмеиваются такие штампы шпионских детективов, как погони со стрельбой, переодевание и маскировка, тщательная слежка за объектами, секретные бункеры, соблазнительницы, подсыпающие яд и участие в деле случайных встречных.

## Создатели
| Автор сценария            | Лазарь Лагин |
| Режиссёр                  | Ефим Гамбург |
| Художник-постановщик      | Натан Лернер |
| Оператор                  | Михаил Друян |
| Звукооператор             | Георгий Мартынюк |
| Редактор                  | Раиса Фричинская |
| Монтажёры                 | Изабелла Герасимова, Нина Майорова |
| Ассистенты                | Н. Палаткина, Зоя Монетова, Н. Наяшкова |
| Художники-мультипликаторы | Рената Миренкова, Эльвира Маслова, Юрий Бутырин, Наталия Богомолова, Антонина Алёшина, Ольга Орлова, Иосиф Куроян, Иван Давыдов, Татьяна Померанцева, Дмитрий Анпилов |
| Директор картины          | Иванов, Фёдор Фёдорович |

## Награды
- 1968 — III Всесоюзный кинофестиваль в Ленинграде — Диплом[3].

## Издания
- В СССР мультфильм выпускался на 8-миллиметровой монтажной киноплёнке.
- В 1980-е годы в СССР начал выпускаться на видеокассетах в коллекции «Видеопрограммой Госкино СССР». В 1990-е годы мультфильм выпущен на видео другими студиями в других сборниках, например — в середине 1990-х годов — в VHS-сборниках лучших мультфильмов Studio PRO Video, с середины 1990-х выпущен студией «Союз Видео».
- В 2002 году выпущен на VHS и дисках Video CD в коллекции «Мастера Русской анимации» с английскими субтитрами, а далее — на DVD: «Masters of Russian Animation Volume 1».
- Также в 2002 году на VHS и DVD студией «Союз Видео» издан сборник мультфильмов «Шпионские страсти».
- На DVD выпускался в сборнике мультфильмов «Фильм, фильм, фильм».

## Произведения с похожим сюжетом
- «Бдительность младенца» — пародия Виктора Ардова[4]
- «Зелёная шляпа. Доморощенный детектив» — пародия Александра Раскина[5]
- «Коричневая пуговка»
- «Пародия на плохой детектив» — песня Владимира Высоцкого